# 褚时健
褚时健（1928年1月23日—2019年3月5日），云南省华宁县人，中华人民共和国企业家，曾为中国共产党党员。1979年进入玉溪卷烟厂担任厂长，任职期间他将玉溪卷烟厂改造为亚洲最大的烟厂，后发展为红塔集团。1997年因经济问题被监视居住，后在1999年被判处无期徒刑，至2002年保外就医后开始大规模种植橙子，直到去世前担任云南褚氏果业股份有限公司董事长。他被视为中国最具争议性的企业家之一。2019年3月5日，褚时健因病在云南省玉溪市去世，享年91岁。

## 生平

### 早年经历
褚时健出生于云南省黎县青龙区禄丰乡矣则村（今华宁县青龙镇），出生时家里并未给他起名字，而是给他起了小名，“石柱”即为他的小名:5。1937年进入禄丰村车站小学就读，此时褚时健才有了大名──褚时俄，而这个名字是他的老师起的。根据辈分来排，褚时健的一辈为“时”辈，而“俄”字则是老师选的，意即“亲俄亲共”:10-11。抗日战争期间，褚时健父亲褚开运遭到日军飞机的轰炸导致重伤，导致他的生意血本无归，于是褚时健开始逃课，帮助母亲干家务，并接手父亲的烤酒生意:14-16。
1944年，褚时健离开家乡前往省城昆明，开始了他的中学生活。当时褚时健进入昆明富春中学就读初一，在就读一学期后，褚时健听从堂哥意见，转学至龙渊中学。而他的名字也改名为“褚时健”，取自“天行健，君子以自强不息”:22-25。当年褚还当选为伙食委员，掌管学校的食材采购工作:27。1945年起，褚时健开始固定参加各种活动，尤其是学生运动。由于他参加学生运动被国民党特务发现，因此他在1948年夏天离开昆明，随堂哥和堂弟回到家乡:32。回到家乡后，褚时健担任禄丰车站小学教师，还担任共产党的情报员:34。
1949年第二次国共内战期间，褚时健收到组织命令，随先期离开的堂哥和堂弟会合，前往“云南人民讨蒋自救军第一纵队”（1949年5月更名为中国人民解放军滇桂黔边纵队第二支队）继续游击战。进入部队后的褚时健加入了中国共青团，还担任边纵二支队14团9连的指导员。1950年2月24日，云南全境全面解放，褚时健离开部队，分配到宜良县工作，出任征粮组组长:35-40。1952年，褚时健加入中国共产党，同时出任玉溪市盘西区区长，翌年进入中共云南省委党校学习:46、48。1954年，任呈贡县教改工作队队长:49。
1955年，27岁的褚时健担任玉溪地区行署人事科长。1957年反右运动中，他担任玉溪地区“反右”领导小组副组长，负责给一部分人定性:55。因反右不力，褚时健于1958年12月被打成右派，派往位于元江河谷的红光农场接受改造，他被分配到红桥一队，从事种地、烤酒、榨糖的工作:57、61-63。1960年，褚的妻子马静芬（当时任学校教师）带着女儿来到褚时健所在的农场工作，而马静芬从事喂猪的工作:63。
1961年，褚时健被任命为新平县畜牧场副场长，不久后迁至堵岭农场工作:67-68。1963年被任命为曼蚌糖厂副厂长:70。1965年由于产业布局调整，曼蚌糖厂无法再扩大，政府决定将糖厂搬迁至戛洒，因此褚时健出任戛洒糖厂副厂长:70。该厂是戛洒公社的社办工厂，在褚时健领导下，年盈利30多万元。文化大革命中，身为厂长的褚时健也遭到批斗。中共十一届三中全会后，褚时健被平反，后被安排至中共云南省委党校学习:83。

### 玉烟时期

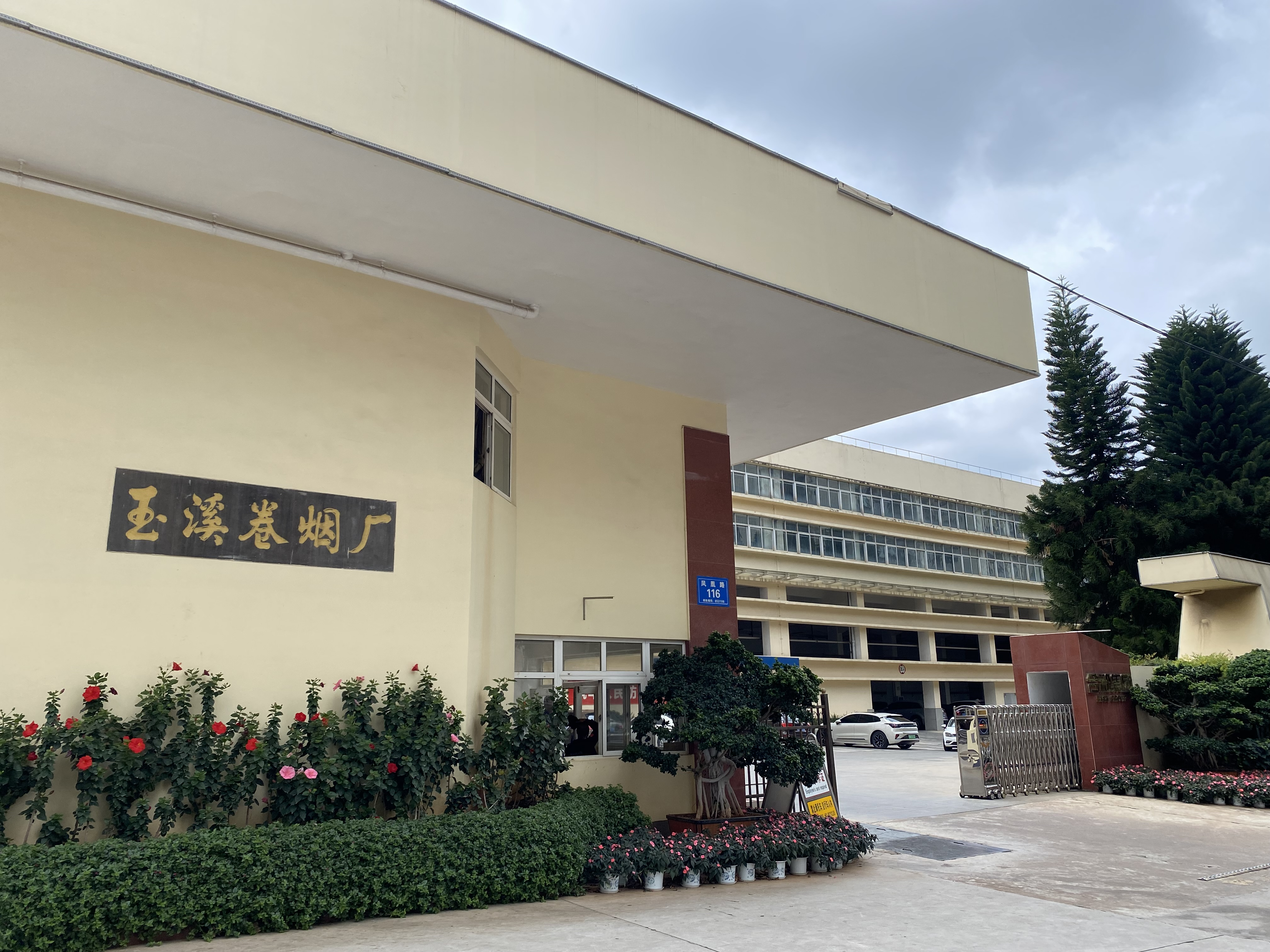
玉溪卷烟厂

褚时健在中共云南省委党校学习期间，当时主管干部工作的中共玉溪地委副书记白水鱼找他谈话，建议褚时健回地委工作。但是他不愿意在党政机关工作，而是继续在企业工作。地委领导向褚时健给出两个选项，一个是在玉溪卷烟厂当厂长，另一个是在塔甸煤矿当党委书记。最终，他选择进入玉溪卷烟厂担任厂长:84-87。
1979年10月，褚时健出任玉溪卷烟厂厂长。此后18年中，褚时健率领该厂领导团队将陷入亏损的玉溪卷烟厂改造为亚洲最大的烟厂，为中国创造了991亿元利税。他在任职厂长期间还对产品质量、烟叶种植、企业管理等方面做出改革。褚时健为了解决辅料问题，他还通过串换辅料的方式，投入到香烟的生产过程中。但在1982年，褚时健的串换辅料行为由于被纪委认定为“投机倒把”，因而遭到党内严重警告的处分。此后他给云南省政府打报告，请求云南省政府认可他的串换行为。最终云南省政府同意了他的请求。1986年，褚时健还兼任玉溪烟草公司经理和玉溪地区烟草专卖局局长。
由于在办烟厂中的突出贡献，他被评为云南省劳动模范、全国劳动模范、全国“五一”劳动奖章获得者、全国优秀企业家、全国“十大改革风云人物”等。但是，褚时健的工资水平仅相当于该烟厂一名普通工人的工资，18年的工资收入总计仅60多万元。
1991年，为了促进玉烟在海外的发展，褚时健选择在新加坡建立海外生产基地，由英美烟草新加坡公司负责生产工作，销售工作由熊德龙所有的中华烟草国际有限公司负责。1992年，在玉溪卷烟厂完成最后一批旧设备更新后，该厂一度成为亚洲第一大烟草公司，由此褚时健有了“亚洲烟王”的称号:183。同年，褚时健提出在关索坝建立新厂区。该工程于1994年5月26日启动，1996年完工并投产:184、187。

### 创办红塔集团

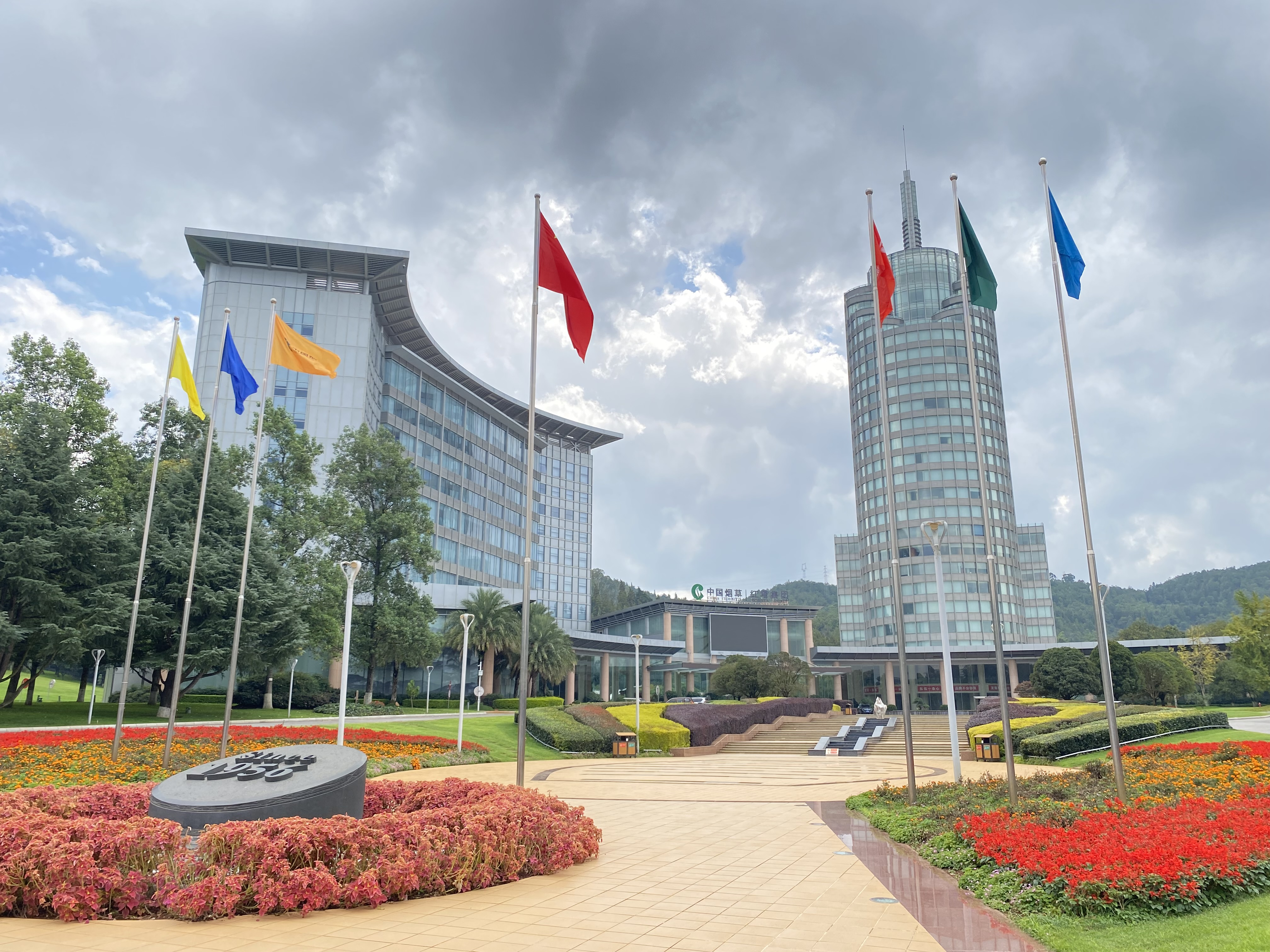
红塔集团总部

1990年代初，褚时健发现玉溪卷烟厂存入银行的钱款越来越高，要为这些钱找出路。1992年，玉溪卷烟厂准备投资汽车产业，但当时任国务院副总理的朱镕基说不支持褚时健投资汽车的计划，朱镕基建议褚时健投资交通、能源等领域。1993年，玉溪卷烟厂投资建设设在澜沧江的大型梯级水电站。同年11月28日，云南红塔集团总公司成立，褚时健出任董事长一职:190-192。公司成立后，红塔集团业务涉及造纸、能源、交通（昆玉高速公路等）、金融等领域，此后又参股了医药企业（如云南白药和昆明制药等），实现多元化发展:193-199。
1995年，褚时健提出将云南省境内的所有卷烟厂实现整合，组建集团。但褚时健认为组建为一个集团不能体现竞争性，因此他提议组建两大烟草集团，一个是以玉溪卷烟厂为主，将曲靖、红河、大理卷烟厂等整合为一个集团，另一个则是以昆明卷烟厂为主，将昭通、楚雄、会泽卷烟厂等整合为一个集团，然而这一组建计划遭到“流产”。同年9月19日，云南红塔集团、玉溪红塔烟草集团成立，玉溪卷烟厂整体注入红塔烟草集团。而红塔集团则成为玉溪红塔烟草集团的子公司:201-202。1996年1月，褚时健不再担任玉溪红塔烟草集团总裁，仅任董事长，时任昆明市常务副市长字国瑞接任该职务:205。

### 被捕和审判
1994年，中央纪委接到举报，反映老干部退休后的待遇问题和贵州省领导干部贪污腐败的问题。随后时任中共贵州省委书记刘正威的夫人，时任贵州国际信托投资公司董事长的阎建宏被查出涉嫌贪污及收受巨额贿赂，后来被判处死刑。在案件中涉及到的5万件的红塔山香烟，被阎建宏倒卖后获利。当时中共中央总书记江泽民就此案批示“要重点查处领导干部及其子女以烟谋私的问题”。此后，调查人员前往云南，就玉溪卷烟厂的相关问题作进一步调查:217。
1995年2月，一封来自河南三门峡的举报信举报三门峡市烟草分公司某员工勾结洛阳水泥厂驻洛办事处临时工林政志，先后向时任玉溪卷烟厂厂长褚时健送去大量礼金，其中包括黄金制品及美元。同年3月24日，中央纪委有关部门派员到洛阳展开调查，洛阳市司法部门同时对林政志采取措施，是为“林政志等人投机倒把案”。不久后，司法部门先后在云南、广东、海南等地带走犯罪嫌疑人马静芬和妹妹马静芳、弟弟马建华，以及褚时健的女儿褚映群、外甥喻斌。在1995年，褚映群和马静芬已经被关在洛阳监狱，而女儿褚映群于12月1日在狱中自杀身亡:218、221。经过调查人员的调查，褚时健存在利用职权和职务上的便利为他人批烟倒烟的事实，同时还存在贪污、挪用巨额公款和收受贿赂等犯罪问题，其亲属也从中收取了大量财产。司法部门也对有关涉案人员的住宅进行搜查，共搜查出总价值超过1100万元的财产，其中1000多万元的财产为褚时健夫妇所共有。
1996年12月28日，褚时健在云南河口办理短期过境手续时，被边防检查站截获，送入安宁温泉接受调查。当时有关情况已经报告给了时任中共云南省委书记令狐安、云南省委其他负责人、中央纪委和公安部。1997年1月6日，云南省人民检察院决定对褚时健立案侦查，2月8日被送回玉溪监视居住。同年6月，中央纪委决定将褚时健移送司法机关，转至云南省看守所羁押，7月10日被逮捕，此后又转至南京羁押:236、241-242。1998年1月25日，中共云南省委以“贪污受贿数额特别巨大，经济犯罪问题极为严重”为由，决定开除褚时健的党籍。褚时健在南京羁押期间，马静芬等人已被移交回云南:252。
1998年8月6日，云南省人民检察院以贪污罪、巨额财产来源不明罪，对褚时健提起公诉。同年12月，云南省高级人民法院开庭审理此案，当时该案在中国境内外引发巨大反响。1999年1月9日，云南省高级人民法院根据〔1998〕云高刑初字第1号刑事判决书一审宣判：

1. 被告人褚时健犯贪污罪，判处无期徒刑，剥夺政治权利终身，并处没收财产人民币20万元；犯巨额财产来源不明罪，判处有期徒刑五年；数罪并罚，决定执行无期徒刑，剥夺政治权利终身，并处没收财产人民币20万元。
2. 被告人褚时健巨额财产中明显超过合法收入的差额部分，价值人民币403万元，港币62万元的财产依法没收。
3. 被告人罗以军犯贪污罪，判处有期徒刑十四年，并处没收财产人民币13万元。
4. 被告人乔发科犯贪污罪，判处有期徒刑五年，并处没收财产人民币5万元。

褚时健案结案后，其判决书长达8000字，被称为“现代法律文书的典范”。一审宣判后，褚时健没有提起上诉，此后他被送入云南省第二监狱服刑。他在监狱的图书室从事整理旧书的工作，还被准许他在监狱果园的2.5公里范围内活动:250-251。
2001年，经云南省高院刑事裁定，褚时健被减刑至有期徒刑17年。同年5月15日，褚时健因糖尿病保外就医，引发媒体质疑。2003年因在保外就医期间有“重大立功表现”而再次获得减刑，2004年经昆明市中级人民法院裁定予以假释，并于5月10日由最高人民法院核准:252-254。2008年褚时健再次被减刑至有期徒刑12年，至2011年刑满。

### 种橙晚年
2002年，保外就医的褚时健承包了2400亩荒山，种植橙子，同时成立“新平金泰果品有限公司”，马静芬担任总经理，褚时健担任顾问，并为自己种植的冰糖橙取名“云冠”，2005年改名为“褚橙”:260-261。2011年，褚时健的果园的利润超过3000万元，固定资产超过8000万元，褚种植的橙子更在2012年进入北京市场。他所种植的橙子被称为“云南最好吃的橙子”和“中国最励志的橙子”。
2014年12月18日，褚时健获得由人民网主办的第九届人民企业社会责任奖特别致敬人物奖。2018年1月17日，云南褚氏果业股份有限公司成立，90岁高龄的褚时健出任董事长一职。
2019年3月5日，褚时健因病在云南省玉溪市去世，享年91岁。新东方董事长俞敏洪悼念称“褚老用一生诠释了什么是真正的企业家精神”。其追悼会于3月6日至8日举行，遗体告别仪式将在3月9日举行。

## 家庭

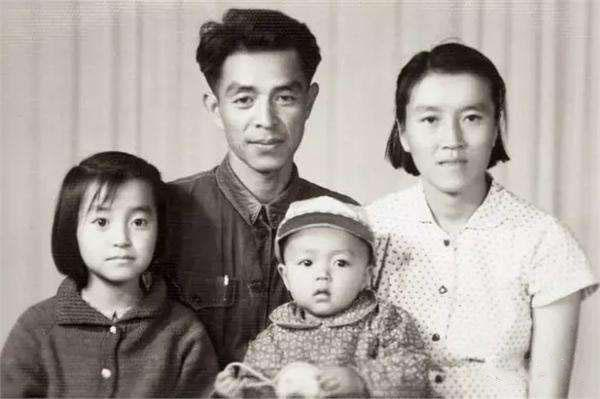
1965年拍摄的褚时健家庭照。
后一排由左至右：褚时健、马静芬，前排从左到右：褚映群和褚一斌

- 祖父：褚发珍，祖居河南，清咸丰年间南下云南居住，曾任乡长和团总[1]:4。
- 祖母（姓名不详）：彝族，祖居弥勒县[1]:4。
- 父亲：褚开运，木材商。1942年遭日军飞机轰炸炸伤，1943年逝世[1]:4、14、17。
- 大伯：褚开学，曾任华宁县青龙区区长[1]:4。
- 二伯：褚开科，农民[1]:4。
- 母亲：褚王氏，1950年因背上长毒疮离世[1]:5、45。
- 舅舅：王之义[1]:17
- 表妹：王兰芬[1]:17
- 六弟：褚时佐。褚时健服刑期间，其投资的果园由褚时佐先期管理[1]:259[24][25]。
- 妹妹：褚时英[25]
- 妻子：马静芬（1933年3月2日（農曆正月十五）-）[26]，生於昆明市，排行老二，父亲是银行经理，家底丰厚。女教师。1954年与褚时健相识，1955年10月20日結婚结婚[1]:50、52。早年褚时健前往农场工作后，马亦前往农场，从事喂猪的工作[1]:63。1992年任云南省插花协会会长，2002年任新平金泰果品有限公司总经理[1]:68、260-261。
- 女儿：褚映群（又名褚映红[27]），1956年11月出生[28]，1977年恢复高考后考入昆明师范学院就读。1995年12月1日在狱中自杀身亡[1]:53、221、223。
- 儿子：褚一斌（1963年-），早年在玉溪卷烟厂从事电器修理工作，不久后赴日本留学，后在深圳从事房地产行业，2002年在新加坡从事金融投资行业。2012年回到玉溪，在父亲的公司工作，后任云南恒冠泰达农业发展有限公司负责人[29][30]。现任云南褚氏果业股份有限公司总经理[8]。
- 孙女：褚楚[25]
- 外孙女：任书逸[25]